# Jo Harshbarger
Jo Ann Harshbarger (Aurora, 17 novembre 1952) è un'ex nuotatrice statunitense.

## Carriera
Specializzata nello stile libero, vinse la medaglia d'argento sulla distanza degli 800m a Belgrado 1973.
Detenne altresì il record mondiale sia sugli 800m che sui 1500m stile libero.

## Palmarès
- Mondiali

Belgrado 1973: argento negli 800m stile libero.